# Großsteingrab Tollerup 4
Das Großsteingrab Tollerup 4 war eine megalithische Grabanlage der jungsteinzeitlichen Nordgruppe der Trichterbecherkultur im Kirchspiel Melby in der dänischen Kommune Halsnæs.

## Lage
Das Grab lag in der Nähe von Tollerup; der exakte Standort ist nicht überliefert.

## Forschungsgeschichte
Aus dem Grab wurden Funde geborgen. Zur genauen Fund- und Zerstörungszeit liegen keine Informationen vor.

## Beschreibung

### Architektur
Zu Form, Maßen und Orientierung der Anlage liegen keine Informationen vor.

### Funde
In dem Grab wurden vier Gegenstände aus Feuerstein gefunden: Ein geschliffenes dünnblattiges dicknackiges Beil, zwei Bruchstücke von Dolchen und ein weiteres Beil. Das zweite Beil ist verschollen, die anderen Gegenstände befinden sich heute im Dänischen Nationalmuseum.